# Sam McMurray
Samuel McMurray (n. 15 aprilie 1952, New York City, New York, SUA) este un actor american. Acesta este cunoscut pentru următoarele roluri: stomatologul Vic Schweiber în Freaks and Geeks, supervizorul Patrick O'Boyle în Trăsniții din Queens, Glen în S-a furat Arizona, Trent Culpepper în Cristela⁠(d) și Roy în serialul de televiziune Dinosaurs⁠(d). De asemenea, a fost Doug în Prietenii tăi și Ned în Mom⁠(d).

## Biografie
McMurray s-a născut în New York City la 15 aprilie 1952, fiul actorilor Jane (născută Hoffman) și Richard McMurray. Lesley Woods⁠(d) a fost mama sa vitregă. McMurray este evreu pe parte maternă și irlandez pe parte paternă. Locuiește în Bell Canyon, California⁠(d).
De-a lungul carierei, a apărut în lungmetraje precum S-a furat Arizona, Un Crăciun de neuitat, Frumusețe mortală⁠(d), Poveste din L.A.⁠(d), The Wizard⁠(d) și C.H.U.D. În televiziune, a avut roluri în The Tracey Ullman Show⁠(d), Prietenii tăi (șeful lui Chandler), Trăsniții din Queens (supervizorul lui Doug), Recess⁠(d), Freaks and Geeks, Meșterul casei⁠(d), Clanul Soprano, The Tick⁠(d) , Breaking Bad și Familia Simpson.
McMurray a devenit cunoscut la nivel internațional în comunitatea amatorilor de jocuri video pentru rolul prezentatorilor de știri din Command & Conquer: Generals⁠(d). A apărut în filmul de televiziune Holiday Engagement⁠(d) din 2011. L-a interpretat pe Trent Culpepper în serialul de comedie Cristela⁠(d).

## Viața personală
McMurray a fost căsătorit cu actrița Elizabeth Collins. Cei doi au două fiice.

## Filmografie

### Filme
| An   | Titlu                                 | Rol                      | Note  |
| ---- | ------------------------------------- | ------------------------ | ----- |
| 1976 | The Front                             | Young Man At Party       | Debut |
| 1980 | Union City                            | Young Vagrant            |       |
| 1983 | Baby It's You                         | Mr. McManus              |       |
| 1984 | C.H.U.D.                              | Officer Crespi           |       |
| 1985 | Fast Forward                          | Clem Friedkin            |       |
| 1987 | Raising Arizona                       | Glen                     |       |
| 1987 | Ray's Male Heterosexual Dance Hall    | Peter Harriman           |       |
| 1989 | National Lampoon's Christmas Vacation | Bill                     |       |
| 1989 | The Wizard                            | Bateman                  |       |
| 1990 | Little Vegas                          | Kreimach                 |       |
| 1991 | L.A. Story                            | Morris Frost             |       |
| 1991 | Stone Cold                            | Lance                    |       |
| 1992 | Class Act                             | Skip Wankman             |       |
| 1993 | Addams Family Values                  | Don Buckman              |       |
| 1994 | Getting Even with Dad                 | Detective Alex Serransky |       |
| 1996 | Dear God                              | Federal Prosecutor       |       |
| 1997 | Savage                                | Edgar Wallace            |       |
| 1998 | Slappy and the Stinkers               | Anthony Boccoli          |       |
| 1999 | Baby Geniuses                         | Goon Bob                 |       |
| 1999 | The Mod Squad                         | Tricky                   |       |
| 1999 | Drop Dead Gorgeous                    | Lester Leeman            |       |
| 1999 | Carlo's Wake                          | Jerry Brock              |       |
| 2000 | Lucky Numbers                         | Chief Troutman           |       |
| 2002 | Lone Star State of Mind               | Mr. Smith                |       |
| 2002 | Sunshine State                        | Todd Northrup            |       |
| 2003 | Stealing Sinatra                      | Agent Stamek             |       |
| 2010 | A Little Help                         | Big Bad Dan              |       |
| 2015 | Road Hard                             | Burt Crabtree            |       |
| 2015 | Pearly Gates                          | Sol                      |       |
| 2015 | Jenny's Wedding                       | Denny O'Leary            |       |
| 2017 | Americons                             | Kerry Stein              |       |
| 2019 | Klaus                                 | Postmaster               | Voce  |

### Televiziune
| An        | Titlu                                      | Rol                                              | Note                                                        |
| --------- | ------------------------------------------ | ------------------------------------------------ | ----------------------------------------------------------- |
| 1976      | Kojak                                      | Duke Peter Dushan                                | Episodul: "The Pride and the Princess"                      |
| 1979      | The Jeffersons                             | Howard Benson                                    | Episodul: "Louise's Convention"                             |
| 1979      | The Ropers                                 | Charles Remington                                | Episodul: "All Around the Clock"                            |
| 1979      | The Edge of Night                          | Phil                                             | 7 episoade                                                  |
| 1982      | Baker's Dozen                              | Harve Schoendorf                                 | 6 episoade                                                  |
| 1983      | Ryan's Hope                                | Wes Leonard                                      | Rol secundar                                                |
| 1984      | Miami Vice                                 | Jimmy 'Jimbo' Walters                            | Episodul: "Calderone's Return: Part 2 - Calderone's Demise" |
| 1986      | You Again?                                 | Stu Angry                                        | Episodul: "The D.J."                                        |
| 1986      | Hill Street Blues                          | Officer Gann                                     | Episodul: "More Skinned Against Than Skinning"              |
| 1987      | Ohara                                      | Saxon                                            | Episodul: "Darryl"                                          |
| 1987      | Moonlighting                               | Moe Highler                                      | Episodul: "Blonde on Blonde"                                |
| 1987–1990 | The Tracey Ullman Show                     | Various                                          | 63 de episode                                               |
| 1988      | 21 Jump Street                             | Lt. Tony Brandt                                  | Episodul: "Raising Marijuana"                               |
| 1988      | Head of the Class                          | Coach Finelli                                    | Episodul: "The Refrigerator of Filmore High"                |
| 1988      | Empty Nest                                 | Brent                                            | Episodul: "Father of the Bride"                             |
| 1988–1989 | Dear John                                  | Mike                                             | 2 episoade                                                  |
| 1989–1991 | Who's the Boss?                            | Mark Harper                                      | 2 episoade                                                  |
| 1989      | Matlock                                    | Bart Hess                                        | Episodul: "The Model"                                       |
| 1990      | The Golden Girls                           | Mr. Kane                                         | Episodul: "Cheaters"                                        |
| 1990      | The Simpsons                               | Gulliver Dark, SNPP Employee, Duff Commercial VO | Voce, 2 episoade                                            |
| 1990      | Married... with Children                   | Andy                                             | Episodul: "Dance Show"                                      |
| 1991–1994 | Dinosaurs                                  | Roy Hess                                         | Voce, 50 de episoade                                        |
| 1991      | Home Improvement                           | Rondall Kittleman                                | Episodul: "Satellite on a Hot Tim's Roof"                   |
| 1991      | Blossom                                    | Sergio                                           | Episodul: "Run for the Border"                              |
| 1991      | Civil Wars                                 | Walter Herrigan                                  | Episodul: "Have Gun, Will Unravel"                          |
| 1992      | Sibs                                       | Channing                                         | 2 episoade                                                  |
| 1992      | Parker Lewis Can't Lose                    | Mr. Rips                                         | Episodul: "Goodbye Mr. Rips"                                |
| 1992      | Stand By Your Man                          | Roger Dunphy                                     | 5 episoade                                                  |
| 1992      | Likely Suspects                            | Detective Marshak                                | 9 episoade                                                  |
| 1993      | Batman: The Animated Series                | Pierce                                           | Voce, episodul: "Birds of a Feather"                        |
| 1993      | Down the Shore                             | Ron                                              | Episodul: "Life's a Drag"                                   |
| 1993      | A League of Their Own                      | Coach Jimmy Dugan                                | 6 episoade                                                  |
| 1993      | Bonkers                                    | Additional voices                                | 3 episoade                                                  |
| 1995      | The Critic                                 | Cyrus Tompkins                                   | Voce, episodul: "Sherman, Woman and Child"                  |
| 1995      | Medicine Ball                              | Dr. Douglas McGill                               | 7 episoade                                                  |
| 1995      | Maybe This Time                            | Gary                                             | Episodul: "Maybe This Time"                                 |
| 1995–1997 | Deadly Games                               | Detective Dorn                                   | 4 episoade                                                  |
| 1995      | Party of Five                              | Thomas                                           | Episodul: "Change Partners... and Dance"                    |
| 1995–1997 | Pinky and the Brain                        | Video Teacher, Tax Man #1, Shawn                 | Voce, 3 episoade                                            |
| 1996      | Matt Waters                                | Charlie Sweet                                    | 6 episoade                                                  |
| 1996      | Aaahh!!! Real Monsters                     | Mickey, Fred                                     | Voce, episodul: "Krumm Gets Ahead / It's Only a Movie"      |
| 1997      | Wings                                      | Dennis Lundy                                     | Episodul: "Hosed"                                           |
| 1997      | The Pretender                              | Morris Clancy                                    | Episodul: "Prison Story"                                    |
| 1997      | Chicago Hope                               | Dr. David Stockton                               | 2 episoade                                                  |
| 1997      | Soul Man                                   | Oliver Marley                                    | Episodul: "Cinderella and the Funeral"                      |
| 1997–2001 | Friends                                    | Doug                                             | 3 episoade                                                  |
| 1997      | Pearl                                      | Freddy Rizzo                                     | Episodul: "The Two Mrs. Rizzos"                             |
| 1997      | Johnny Bravo                               | Pilot, Clown, Keith Doll                         | Voce, 6 episoade                                            |
| 1997–2000 | Recess                                     | Lt. Griswold, Bob Spinelli, Various              | Voce, 12 episoade                                           |
| 1997–2002 | Hey Arnold!                                | Buckley Lloyd, Robby Fisher                      | Voce, 4 episoade                                            |
| 1997–1998 | Living Single                              | Marco McCulloch                                  | 2 episoade                                                  |
| 1998      | Diagnosis: Murder                          | Bob Bare                                         | Episodul: "Baby Boom"                                       |
| 1998      | The New Batman Adventures                  | Ernie                                            | Voce, episodul: "Joker's Millions"                          |
| 1998      | Cosby                                      | Ken                                              | Episodul: "On The Rocks"                                    |
| 1998      | The Angry Beavers                          | Rodrick Snootwell                                | Voce, episodul: "Open Wide for Zombies" / "Dumbwaiters"     |
| 1999–2000 | Batman Beyond                              | Chelsea's Dad, Burn, Harry Tully                 | Voce, 4 episoade                                            |
| 1999      | Tracey Takes On...                         | Dentist                                          | Episodul: "Scandal"                                         |
| 1999      | Rugrats                                    | Zookeeper                                        | Voce, episodul: "Zoo Story"                                 |
| 1999      | The Wild Thornberrys                       | Flip                                             | Voce, episodul: "You Otter Know"                            |
| 2000      | Freaks and Geeks                           | Dr. Vic Schweiber                                | 3 episoade                                                  |
| 2001      | The Lot                                    | Milton Maxwell                                   | Episodul: "The Accident"                                    |
| 2001      | Malcolm in the Middle                      | Officer Stockton                                 | Episodul: "Traffic Ticket"                                  |
| 2001      | Yes, Dear                                  | Dr. Bernstein                                    | Episodul: "Doctor, Doctor"                                  |
| 2001      | Deadline                                   |                                                  | Episodul: "Somebody's Fool"                                 |
| 2001      | The Sopranos                               | Dr. John Kennedy                                 | Episodul: "Second Opinion"                                  |
| 2001-2004 | Lloyd in Space                             | Coach Antonio                                    | 5 episoade                                                  |
| 2001–2006 | The King of Queens                         | Supervisor Patrick O'Boyle                       | 16 episoade                                                 |
| 2001      | Spin City                                  | Daniel Bryant                                    | Episodul: "You've Got Male"                                 |
| 2001      | The Tick                                   | The Immortal                                     | Episodul: "The Funeral"                                     |
| 2001      | The Zeta Project                           | Larry Lux                                        | Voce, episodul: "Ro's Reunion"                              |
| 2001      | Reba                                       | Mr. Montgomery                                   | Episodul: "Tea and Antipathy"                               |
| 2002      | Touched by an Angel                        | Norris                                           | Episodul: "The Sixteenth Minute"                            |
| 2003      | Greetings from Tucson                      | Mr. Modica                                       | Episodul: "Student Council"                                 |
| 2003      | Free for All                               | Douglas Jenkins                                  | 7 episoade                                                  |
| 2004      | Justice League Unlimited                   | Gilbert Halestrom                                | Voce, episodul: "Fearful Symmetry"                          |
| 2005      | NYPD Blue                                  | Lieutenant Jeff Henry                            | Episodul: "Bale to the Chief"                               |
| 2005      | Head Cases                                 | Al Girard                                        | Episodul: "S(elf) Help"                                     |
| 2005–2014 | The Boondocks                              | The Principal, Ed Wuncler II, Various            | Voce, 7 episode                                             |
| 2006      | That '70s Show                             | Larry                                            | Episodul: "My Fairy King"                                   |
| 2006      | Huff                                       | Dr. Hoffman                                      | 2 episoade                                                  |
| 2007      | Cold Case                                  | Tom 'Z' Zimmerman                                | Episodul: "Blood on the Tracks"                             |
| 2007      | The Suite Life of Zack & Cody              | Bud                                              | 2 episoade                                                  |
| 2007      | Boston Legal                               | General Mark 'Fitz' Fitzgerald                   | Episodul: "Do Tell"                                         |
| 2008–2009 | Head Case                                  | Dr. Goode's Father                               | 3 episoade                                                  |
| 2008      | ER                                         | Mike Landry                                      | Episodul: "Tandem Repeats"                                  |
| 2009–2010 | Tracey Ullman's State of the Union         | Various                                          | 5 episoade                                                  |
| 2009      | Breaking Bad                               | Dr. Victor Bravenec                              | 2 episoade                                                  |
| 2009      | Glenn Martin, DDS                          | Tucker Wade                                      | Voce, episodul: "From Here to Fraternity"                   |
| 2010      | The Secret Life of the American Teenager\| |                                                  | Episodul: "The Sound of Silence"                            |
| 2010–2011 | Pound Puppies                              | Rover, Dad                                       | Voce, 2 episode                                             |
| 2011      | Raising Hope                               | Doctor Burwitz                                   | Episodul: "Snip Snip"                                       |
| 2011      | Lights Out                                 | Priest at Confession                             | Episodul: "War"                                             |
| 2011      | Then We Got Help!                          | Jan                                              | 2 episoade                                                  |
| 2011      | Desperate Housewives                       | Father Dugan                                     | Episodul: "Secrets That I Never Want to Know"               |
| 2011      | NCIS                                       | Vince Westfal                                    | Episodul: "The Penelope Papers"                             |
| 2011      | Grey's Anatomy                             | Gus Moser                                        | Episodul: "Poker Face"                                      |
| 2012      | Law & Order: Special Victims Unit          | Attorney                                         | Episodul: "Rhodium Nights"                                  |
| 2012      | Scandal                                    | Pat Wexler                                       | 4 episoade                                                  |
| 2013      | Wendell & Vinnie                           | Howard                                           | Episodul: "Fathers of Fathers & Sons"                       |
| 2013–2018 | The Fosters                                | Frank Cooper                                     | 5 episoade                                                  |
| 2014      | Murder in the First                        | Dexter Wesley                                    | Episodul: "Blunt the Edge"                                  |
| 2014–2015 | Cristela                                   | Trent Culpepper                                  | 22 de episoade                                              |
| 2015      | Masters of Sex                             | Mr. Avery                                        | Episodul: "Surrogates"                                      |
| 2016      | Devious Maids                              | Hugh Metzger                                     | 4 episoade                                                  |
| 2016      | Bull                                       | Errol Windemere                                  | Episodul: "Callisto"                                        |
| 2017      | Unbreakable Kimmy Schmidt                  | Doug Gozer                                       | Episodul: "Kimmy Pulls Off a Heist!"                        |
| 2017      | Ghosted                                    | Campbell McMasters                               | Episodul: "The Machine"                                     |
| 2018      | The Good Fight                             | Joe Swoboda                                      | Episodul: "Day 415"                                         |
| 2018–2019 | Mom                                        | Ned                                              | 3 episoade                                                  |
| 2019      | Grace and Frankie                          | Vince                                            | 2 episoade                                                  |
| 2019      | Elementary                                 | Cameron Manarek                                  | Episodul: "Red Light, Green Light"                          |
| 2020      | United We Fall                             | Dave Plonker                                     | 2 episoade                                                  |
| 2022      | The Young and the Restless                 | Dwight                                           | 1 episoade                                                  |

### Teatru
- The Merry Wives of Windsor, Delacorte Theatre, Joseph Papp PublicTheater/New York Shakespeare Festival, New York City, 1974
- (Off-Broadway debut) Lonnie, The Taking of Miss Janie, New York Shakespeare Festival, Mitzi E. Newhouse Theater, 1975
- Otis Fitzhugh, Ballymurphy, Manhattan Theatre Club, New York City,1976
- Bobby Wheeler, Clarence, Roundabout Theatre, New York City, 1976
- Doalty, Translations, Manhattan Theatre Club, 1981
- The Great Magoo, Hartford Stage Company, Hartford, CT, 1982
- Mick Connor, Comedians, Manhattan Punch Line Theatre, New York City, 1983
- Man Overboard, Sargent Theatre, New York City, 1983
- Benjamin "Kid Purple" Schwartz, Kid Purple, Manhattan Punch Line Theatre, 1984
- Homesteaders, Long Wharf Theatre, New Haven, CT, 1984
- Phil, Desperadoes, in Marathon '85, Ensemble Studio Theatre, New York City, 1985
- Mike Connor, The Philadelphia Story, Hartman Theatre, Stamford, CT, 1985
- Union Boys, Yale Repertory Theatre, New Haven, CT, 1985
- L.A. Freewheeling, Hartley House Theatre, New York City, 1986
- Savage in Limbo, O'Neill Theatre Center, New London, CT, 1987, then Cast Theatre, Los Angeles
- Phil, The Dumping Ground, Ensemble Studio Theatre; and in Welfare, The Store, and Lucky Star, all Ensemble Studio Theatre; A Soldier's Play, New York City; The Connection, New York City.